# Parkour
Parkour je prirodna metoda razvijanja ljudskog tijela kako bi bilo sposobno kretati se što brže, sigurnije i efikasnije kroz svoju okolinu, koristeći samo svoje tijelo i um. U osnovi, parkour je vještina kretanja koju čovjek koristi da bi najučinkovitije, najbrže i sigurno stigao od točke A do točke B. No isto tako treba znati kako se vratiti nazad od točke B do točke A (što ne mora biti nužno istim putem, i ovisi od situacije) isto tako efikasno i brzo. Parkour je vještina koja omogućava istraživanje potencijala ljudskog tijela.
Daje mogućnost prelaženja i fizičkih i mentalnih prepreka s kojima se susretnemo, bez obzira nalaze li se one u prirodnoj ili urbanoj okolini, u potrazi za kretnjama koje spajaju djelotvornost i kontrolu. Primarne karakteristike parkoura su : efikasnost, brzina te sigurno kretanje.
U parkouru je naglasak na učinkovitosti, što ga razlikuje od vještina gdje je bitna estetika, ljepota, kao što je free running, tricking, street stunts. Parkour je način života, način zdravog života, način "pronalaženja sebe", upoznavanje i kontroliranje vlastitoga tijela. Parkour je stjecanje snage i učenje kako se nositi s mentalnim preprekama isto kao i s fizičkim preprekama. Parkour kombinira tijelo i duh, snagu i kontrolu, a kontrola je jako bitna, trebaju se dobro procijeniti vlastite mogućnosti i ne izlagati se riziku.
Pojam traceur [čitaj : trejser ] (ako je muško), traceuse [čitaj : trejserica ] (ako je žensko ) se koristi za one koji vježbaju parkour.
U parkour-u nema natjecanja.
Parkour se koristi i u francuskoj vojsci i sve više se pokazuje kao učinkovita metoda (tj. nešto veoma korisno).
Parkour je korišten još od davnina u prašumama (tj. kao kretanje kroz okolinu postoji oduvijek), (lovci su morali preći prepreke, ljudi su trčali, preskakali različite prepreke itd.), no "pravi" parkour kojeg poznajemo danas se razvio puno kasnije.
Parkour nije nastao, on kao kretanje kroz okolinu postoji oduvijek. Pravilnije je reći da je parkour oblikovan, prilagođen današnjoj okolini, te možemo reći da takvo kretanje, koje je prilagođeno današnjoj okolini (gradovi, sela itd.) ima nastanak. Takvo kretanje nastaje u Francuskoj, 1980-ih godina, u mjestima : Sarcelles, Lisses, Évry. Tamo su najviše trenirali ljudi koji su oblikovali ovu vještinu, te koji su zaslužni za nastanak vještine parkour kakvu danas poznajemo. A to su : David Belle (jedan od najvažnijih osoba zaslužnih za razvitak parkoura), Sébastien Foucan (isto jedan od jako važnih ljudi, što se tiče vještine parkour, on se često navodi kao "suosnivač" parkoura iako se to može više odnositi na samo ime, a ne na vještinu, te kao osnivač free runninga). 
Važne osobe koje su veoma doprinijele razvitku parkoura su ljudi iz grupe "Yamakasi", u kojoj su bili i David Belle i Sébastien Foucan, iako su oni izašli iz grupe, zbog nesuglasica (no i danas su i dalje svi prijatelji). 
Te osobe (koje su zajedno s Davidom Belle-om i Sébastienom Foucan-om osnovali grupu) su : Yann Hnautra, Châu Belle Dinh, Laurent Piemontesi, Guylain N'Guba Boyeke, Charles Perriere, Malik Diouf i Williams Belle. 
Naziv "Yamakasi" potječe iz afričkog dijalekta jezika Lingala (Kongo), što znači : snažno tijelo, snažan duh, snažan čovjek, što je i bit cijele discipline, biti jak : fizički, mentalno i etički (poštivati druge i pomagati drugima). 
Grupa "Yamakasi" je tada bila prva grupa koja je trenirala i formirala parkour.

## Razvitak vještine parkour, Georges Hébert i prirodna metoda kretanja (méthode naturelle)
Takvo kretanje, parkour koji postoji danas, može zahvaliti svoje postojanje jednom francuskom časniku, francuske ratne mornarice, koji je živio od 27. travnja 1875., do 2. kolovoza 1957. Rodio se u Parizu, a umro je u : Tourgéville, Calvados. 
Taj čovjek se zvao Georges Hébert. On je osoba koja je veoma pridonijela kasnijem razvitku vještine parkour, te je njegova prirodna metoda treninga, koju je razvio, velika podloga vještini parkour. Parkour se razvio na temeljima njegove prirodne metode (méthode naturelle). Tu metodu je Georges Hébert razvio zato što je bio impresioniran kretnjama autohtonih afričkih plemena tijekom vremena koje je proveo u Africi. 
U Afriku je išao nakon što je 8. svibnja 1902. zbog erupcije vulkana (planine) Mount Pelée organizirao i koordinirao bijeg i spašavanje 700 ljudi. Naravno da nije on sve sam to napravio, nego je uvelike pomogao organizirajući sve to, te pomažući u spašavanju. 
To iskustvo je na njega ostavilo duboke posljedice i pojačalo njegova vjerovanja o tome da atletičke vještine moraju biti kombinirane s hrabrošću i altruizmom. 
S vremenom je razvio ovo razmišljanje u njegov moto : "être fort pour être utile" - "biti jak da bi bio koristan" (eng. be strong to be useful). 
Nakon toga je otišao u Afriku, gdje je sreo afrička plemena, kojima je bio impresioniran, odnosno, bio je zapanjen načinom kretanja tih plemena, kojima je život bio u prirodi. 
Tada je rekao : "Njihova su tijela sjajna, fleksibilna, okretna, vješta, trajna, otporna, ali ipak nisu imali učitelja gimnastike, njihov život je u prirodi." 
Nakon što se vratio, postao je fizički instruktor za francuske marince u Lorientu, (te je postao i učitelj tjelesnog odgoja na faksu u Reimsu) gdje je počeo definirati (razvijati) načela vlastitog sistema za tjelesni odgoj i stvarati razne vježbe da bi mogao druge podučiti svoju metodu treninga koju je nazvao „méthode naturelle“ (prirodna metoda). 
Ta njegova metoda je kasnije uvrštena u sustav francuske vojske. Metoda se sastojala od obuke (tečaja) koja sadržava deset dijelova treninga, a to su : jedan dio hodanja, zatim trčanje, pa skakanje, onda dio u kojem se vježba "četveronožno" hodanje, poslije ide penjanje, pa balansiranje (npr. hodanje na nestabilnoj podlozi ), “bacanje” (tj. pokreti kao što su “roll” -kolut i slično), zatim podizanje (lifting), borba, te plivanje. 
Vježbalo se na manjim ili većim udaljenostima (od par stotina metara, do par kilometara (vani, u prirodi.) Svaki dio obuke se može raditi i odvojeno, odnosno, radilo se na usavršavanju određenih tehnika, da se kasnije to sve može spojiti, u jedan cjeloviti trening. 
Georges Hébert je najranije podupirao "parcours", odnosno obuku (tečaj) za prepreke. Méthode naturelle, prepreke i tečajeve su još dodatno razvili francuski vojnici i vatrogasci, te jedan švicarski arhitekt koji je razvio prepreke (i tečaje kod civila), pa je ta obuka (za vojsku i civile) nazvana "parcours du combattant" (obuka za prepreke).
Doslovno : parcours : pravac, ići ravno, po pravcu; i combattant : borac (od riječi : combat – borba), kao borba s "preprekama". Otuda i naziv "parkour" (odnosno, riječ parkour potječe od francuske riječi : "parcours").
Georges Hébert je svojim učenjem i kretanjem inspirirao i nadahnuo Raymonda Belle-a (otac Davida Belle-a) te je i Raymond Belle počeo proučavati i vježbati prirodnu metodu kretanja.

## Raymond Belle
Raymond Belle je rođen u Vijetnamu, (tada Francuska Indokina). Otac mu je umro tijekom Prvog indokineskog rata, a kasnije je i njegova majka prisilno odvedena od njega 1954. godine. Uzela ga je Francuska vojska, te je primio vojničko znanje i obuku „parcours du combattant“, što je oblikovalo njegov karakter. S padom Dien Well Phû, Raymond Belle je repariran u Francusku gdje nastavlja svoje vojničko učenje, te s 19 godina (1958. god.) završava svoju vojničku obuku. No on nije ostao u vojnoj službi nego je odlučio postati vatrogasac, i postaje član posebne elitne francuske vojne postrojbe Pariza : "sapeurs-pompiers." (francuska vatrogasna služba).
Raymond Belle je proučavao učenja Georges Héberta i njegovu prirodnu metodu (méthode naturelle), preteču današnjeg parkoura.
Ubrzo je Raymond Belle uz pomoć svojih atletskih mogućnosti postao poznat širom Francuske kao heroj spašavajući mnogobrojne živote, i bio je jedan od onih koji su odrađivali teške akcije spašavanja, a to su mogli biti samo najbolji. Postao je stalni član vatrogasaca, te je puno puta postao prvak u planinarenju (rope-climber). Bio je nagrađen medaljom časti te je postao veliki nacionalni heroj.
Otišao je iz službe 1975. godine.
Umro je 1999. godine, ali će ostati heroj vatrogasnih postrojbi Pariza.

## David Belle
Raymond Belle je imao sina koji se zove David Belle, te kako je prije rečeno, David Belle je jedan od najzaslužnijih osoba koje su razvile parkour prilagođen današnjoj okolini, na temeljima prirodne metode Georges-a Hébert-a. 
David Belle je rođen 29.04.1973. u Francuskoj (Fécamp). Djetinjstvo je proveo u predgrađima Pariza. Velik su utjecaj na njega imali njegov djed (s majčine strane) Gilbert Kitten i otac Raymond Belle (pošto je Raymond Belle bio francuski vojnik i vatrogasac, te je prenio na njega neke vrijednosti koje je on naučio kao vatrogasac). Raymond je Davida uveo u trening s preprekama ("parcours du combatant") i podučavao ga je prirodnu metodu (méthode naturelle).
1988. godine, sa svojih 15 godina, David napušta školu tražeći slobodu i akciju. Nastavio je razvijati svoju snagu i spretnost, kako bi mu to bilo korisno u životu, kao što mu je i otac savjetovao. Odlazi u grad Lisses udaljen 30-ak kilometara od Pariza i upisuje vojničku službu. Ubrzo ondje dobiva Francuski nacionalni certifikat za pružanje prve pomoći i certifikat UFOLEP-a (L'Union Française des Oeuvres Laïques d'Education Physique) za trenera gimnastike. 
Sprijateljio se s grupom mladića koji su kao i on dijelili istu strast prema treniranju, te su kasnije (1997. god.) osnovali grupu pod nazivom : Yamakasi (Yann Hnautra, Châu Belle Dinh, David Belle, Laurent Piemontesi, Sébastien Foucan, Guylain N'Guba Boyeke, Charles Perriere, Malik Diouf i Williams Belle).
Grupa je formirana nakon što su neki članovi odslužili vojni rok. Sporovi (te različito mišljenje) oko "definicije" "L'Art du deplacement" su doveli do toga da je David Belle izašao iz grupe Yamakasi (skupa sa Sébastien Foucan-om). 
L'Art du deplacement je pojam koji su osmislili grupa Yamakasi. Doslovno, L'Art du deplacement znači : umijeće (umjetnost) pomaka (premještanja, kretanja). 
L'Art du deplacement je umjetnost kretanja s jednog mjesta do drugog mjesta koristeći prepreke u okolini, s time da sve tehnike iskoristimo na kreativan i lijep način, u urbanom ili prirodnom okruženju. 
Filozofija L'Art du deplacement se više bazira na kreativnosti i slobodi kretanja od "točke A do točke B". 
No takvo razmišljanje se razlikovalo od razmišljanja Davida Belle-a, koji je više bio naklonjen učinkovitom i brzom kretanju, kakvom ga je otac podučio. 
Nakon glazbenog showa : "Notre Dame de Paris", Belle i Foucan su se razdijelili zbog novca i nesuglasica oko definicije L'Art du deplacement.
1998. - David Belle i Hubert Koundé (francuski glumac i redatelj) su se složili oko pojma "parkour" te je "vlasništvo" nad tim terminom jednako podijeljeno između Davida Belle-a i Sébastiena Foucan-a. Naziv "parkour" potječe od francuske riječi : "parcours", a to je poveznica na tečaj, obuku francuske vojske, jer je David Belle isto bio u francuskoj vojsci, u kojoj je obavezno proći tečaj, obuku koja se zove : "parcours du combattant".  
Velika podloga toj obuci je metoda treninga koju je razvio Georges Hébert, a tu metodu je on nazvao :  "Méthode naturelle" (u prijevodu, "prirodna metoda"). Na temelju te "prirodne metode" je nastala i obuka za vojsku. Prepreke koje se koriste u vježbanju prirodne metode i tečaje su još dodatno razvili francuski vojnici i vatrogasci, te jedan švicarski arhitekt koji je razvio prepreke (i tečaje kod civila), pa je ta obuka (za vojsku i civile) nazvana : "parcours du combattant" (obuka za prepreke). I od tud je potekao naziv "parkour". 
Pojam L'Art du deplacement je zadržala grupa Yamakasi koja je ponovno sastavljena 1998. godine (bez Davida Belle-a i Sébastiena Foucan-a). Nakon što je završio svoju vojnu službu radio je razne poslove dok nije otišao u Indiju i ondje dobio crni pojas iz Kung Fu-a. Na povratku u Francusku on odlučuje promovirati vještinu (parkour) koju je dulje vrijeme razvijao (te prilagodio okolini) - (na temeljima prirodne metode Georges Hébert-a), a zatim je snimio nekoliko reklama i filmova. 
Filmovi su francuske proizvodnje, no također surađuje s poznatim zvijezdama kao što su Tina Turner i Jean Reno. 2001. je snimljen film "Yamakasi-Les samouraïs des temps moderns" (u tom filmu uopće nije prikazan parkour nego "L'Art du deplacement"), bez Davida Belle-a i Sébastiena Foucan-a.

## Definicija vještine parkour
Parkour je David Belle definirao kao vještinu kretanja u kojoj je najbitnije da čovjek na siguran, brz i učinkovit način dođe od "točke A do točke B" (isto tako i nazad, od "točke B do točke A", ako je potrebno) u bilo kojem okruženju. Znači, mora biti učinkovito, brzo i sigurno, jer ako nije sigurno, nije učinkovito, odnosno, nije parkour. 
Znači, bez osobnog izražaja, bez akrobacija, samo najefikasniji, brzi i sigurni pokreti, uključujući trčanje, "četveronožno" hodanje, balansiranje, hvatanje za objekte, penjanje, skakanje, doskakivanje, preskaskivanje, plivanje (u nekim slučajevima, ako je to potrebno -i ronjenje) itd. 
Odnosno, na svim ovim pokretima se temelji i prirodna metoda Georges Hebert-a, no u prirodnu metodu (méthode naturelle) spada i borba, dok to nije prisutno u vještini parkour. 
U vještini parkour pokreti su prilagođeni za kretanje na urbanom području (no mogu se koristiti na bilo kakvom području). 
Ubrzo je Davida Belle-a zapazio i Luc Besson, poznati francuski redatelj (Peti Element, Nikita) i kontaktirao ga da glumi s Cyrilom Raffaelliem (poznatim kaskaderom) u filmu "Banlieue 13" (eng. "District 13") i "Banlieue 13 Ultimatum" (eng. "District 13 Ultimatum").
Znači, može se reći da je David Belle uzeo, razvio te prilagodio pokrete iz razno raznih područja (kao što je : prirodna metoda Georges-a Hébert-a, vojnička obuka "parcours du combattant", gimnastika itd.) za brz i efikasan prelazak prepreka u današnjoj okolini (gradovima, selima itd.), što je nazvao parkour. 

## Trening "za parkour" i parkour
Ali, mora se razlikovati trening "za parkour" i sam parkour. Oni koji treniraju parkour, na treninzima zapravo rade trening "za parkour".
Parkour je zapravo onaj trenutak (u stvarnosti), sve ono što bi se radilo u nastojanju, u pokušaju (kad bi netko morao), da se sigurno, učinkovito i brzo stigne od "točke A do točke B" (isto tako i nazad, ako bi bilo potrebno). Prije nego što se počne trenirati parkour, za neke stvari se misli da su opasne, poput skokova, neobičnih preskoka, itd. 
Odnosno, za sve stvari vezane za parkour, a koje se ne susreću svakodnevno, većinom se za takve stvari misli da su teške za naučiti, opasne ili da nisu sigurne za raditi, izvesti. Te stvari onima koji počnu trenirati parkour postanu normalne (kako netko pravilno sve više i duže trenira), odnosno, tada se više takve stvari ne shvaćaju kao opasne ili kao nešto što nije sigurno za izvesti (npr. neki skok). Kako počinje vježbanje, postaje se snažniji, brži, okretniji, sigurniji u vlastito tijelo, itd., i neki pokreti postaju normalni, što oni koji ne vježbaju parkour najčešće smatraju da to nije sigurno, da je opasno itd, iako je to posve normalno, jer većina stvari koje se rade, kad se vježba parkour, jesu opasne. Kao npr. skok s tanke ograde na drugu tanku ogradu. To u biti i jest opasno, ali dolazi do toga da netko tko se usavršava u parkouru i kvalitetno trenira, bude uvježban za to, te to više ne bude opasno (onome tko trenira).
Samo kvalitetnim i pravilnim vježbanjem dolazi do te sigurnosti koja se spominje. Naravno, kada se mora stići nekamo brzo i efikasno, kad se kaže da to mora biti i sigurno, isto tako se misli i na to, da se tada (u stvarnoj situaciji) traži put koji je siguran i onome tko je tek počeo trenirati, odnosno, na kojem se može iskoristiti trenutno znanje, (da se može brzo i učinkovito stići negdje), bez obzira na to koliko dugo i kvalitetno netko trenira. A to znači, da za nekog pojedinca, neki put, tj. prelazak nekih prepreka, nekim određenim načinom prelaska nije siguran, na način kako je siguran nekome drugom. Da se pojasni, npr. nekome će biti lakše preskočiti zid s jednom tehnikom (npr. "SDC"), a nekome pak možda nekom drugom tehnikom (npr "two handed vault"). 
I onda se dolazi do toga, što je jako prisutno u svim aspektima vještine parkour, a to je : što vrijedi za jednoga, ne mora značiti da će vrijediti i za drugoga. Zato je parkour jedna jako individualna i specifična vještina, te je i to još jedan razlog zašto parkour nije sport, te nikada neće moći biti sport.
Ono što se radi na treningu, se radi da se tijelo pripremi za takve stvarne situacije.
Znači, to bi zapravo bio parkour, kad bi bila neka stvarna situacija. Ono što se radi na treningu, pojedinačni pokreti, preskoci, skokovi, itd. je samo dio toga, odnosno, to samo za sebe nije parkour. 
Za lakše prepoznavanje, traceuri govore (npr. kad ih netko upita što rade), da rade parkour, i to je ispravno, s aspekta prepoznavanja te vještine. Jer traceuri vježbaju ono što se može koristiti u pravim situacijama, ali mogu vježbati i ono što im može pomoći da pripreme tijelo za stvarne situacije, što isprva niti ne moraju biti neke učinkovite stvari. Da se pojasni : 
Na treninzima traceura se mogu pojaviti (i to dosta često) neke stvari koje u pravim situacijama nisu učinkovite, ili se najvjerojatnije neće niti koristiti, ali jačaju tijelo, čine ga bržim, okretnijim itd. Odnosno, pomažu traceuru da se bolje snađe u pravim situacijama. Na treningu se mogu raditi i stvari koje nisu direktno povezane s parkourom, a to mogu biti vježbe za snagu, kondicioniranje itd. 
Iako to nije parkour, npr. vježbe za dobivanje snage (jačanje tijela), no takve vježbe uvelike pomažu u treniranju, napredovanju, boljoj pripremljenosti tijela na stres koji podnese tijekom treninga, te je traceur bolje pripremljen na iznenadne situacije. Kad se učestalo i kontinuirano radi na razvijanju bolje kondicije i snage, većina stvari (pokreti, kretnje) koje su vezane za parkour se rade lakše i bolje. Npr. u pravoj situaciji, kada bi se, npr. moralo bježati, ili je netko u potrazi, najvjerojatnije je da se ne bi morao koristiti, npr. precizni skok. Ali zato vježbanje tog preciznog skoka na treningu, jača tijelo, postaje se precizniji, kontroliraniji, a i precizan skok zahtijeva puno koncentracije. Isto vrijedi i za bilo koju drugu radnju, ili pokret koji se najvjerojatnije ne koristi u pravoj situaciji, ali može se vježbati na treningu npr. u svrhu jačanja tijela ili nečeg drugog.
To je ta razlika između treninga "za parkour" i samog parkoura. 
Čak ako se u pravoj situaciji samo trči ili samo pliva, to je parkour. Jer parkour jest ono što se radi u stvarnim situacijama, a u stvarnim situacijama se može desiti da se uopće ne preskače nešto ili da se skače na nešto, itd. Ono što je bitno kod vještine parkour, a to je važno u stvarnim situacijama, treba znati procijeniti situaciju, kretajući se. To dolazi nekako instiktivno, niti se ne razmišlja koji će se "pokret" napraviti, kretajući se (u pravoj situaciji). Taj instikt, ta mogućnost da se u trenutku (u "dijeliću sekunde") odluči što će se napraviti, povećava se s vremenom. Odnosno, onaj tko duže vrijeme (kvalitetno i pravilno) trenira parkour, moći će bolje procijeniti kako se kretati u stvarnoj situaciji, za razliku od nekoga tko je tek počeo. 
Stvari koje se rade na treningu pomažu pri boljoj pripremljenosti tijela i lakšem snalaženju u takvim situacijama, da se bude spreman napraviti preskok, skok, itd. (ako to situacija zahtijeva). Stvari poput tih (kao što je spomenuto za precizan skok) povećavaju izglede da se stigne negjde sigurno, učinkovito i brzo, iako su u većini stvarnih slučajeva beskorisne. 
Znači, parkour i trening "za parkour" su različite stvari, i dok se na treningu "za parkour" mogu raditi "neučinkovite i beskorisne stvari" (koje uvelike mogu pomoći fizički tijelu), kad bi se radio parkour (stvarna situacija), onda se sigurno ne bi radile stvari koje fizički usporavaju, te umanjuju šansu da se negdje stigne sigurno, brzo i učinkovito.

## Filozofija vještine parkour
Mentalno, parkour poboljšava koncentraciju, opreznost, hrabrost, rasuđivanje, usredotočavanje (na nešto), brzo razmišljanje, te opuštanje, a to su vještine koje su potrebne i u svakodnevnom životu (u većini svakodnevnih odluka i zadataka). Kad stalno "izazivamo" sebe (guramo pravilno naše granice) u mnogim područjima parkoura, postane nam jasno što možemo sada, a što želimo postići u budućnosti. Parkour se inače vježba vani, u prirodi, a cijela poanta toga je da se može izaći na kraj sa situacijama koje postoje u pravom životu i onda da bi se trenirao parkour, svaki pojedinac bi se trebao osloboditi bilo kakvih neugodnosti, straha i tobože "sramoćenja" zbog toga što se ponaša drugačije. 
Dakle, parkour je dobar način dobivanja pozitivnog pogleda na život. Parkour je i način života, jer nas uči kako da npr. izbjegnemo sukob nekim efikasnijim rješenjem, kako da riješimo problem, a da to bude što učinkovitije i korisnije. Uči nas da budemo smireniji, da budemo tolerantniji, da ne budemo puni predrasuda itd. 
Traceur [ trejser ] -(tj. onaj koji vježba parkour) dobiva jasniju sliku okoline, kako da se snađe u okolini itd. Parkour daje osjećaj slobode, jer kroz učenje vještine parkour se uklanjaju neka ograničenja koja su tu postavljena od strane društva. Um se otvara za nove mogućnosti, te ukratko : Vidici se šire.

## Bez natjecanja
U vještini parkour nema natjecanja i usporedbe. Jer se svatko kreće na drugačiji način, svačije tijelo je drugačije od drugih, a i zbog mogućih ozljeda (kojih bi bilo puno na natjecanjima), a i jednostavno nema najispravnijeg načina prelaska prepreke. 
To je kao da netko pita koja je najbolja pjesma na svijetu. Ili, kao da se zapitamo; "Tko je živio (ili živi) najbolji život na svijetu ?" To jednostavno nema smisla. 
Znači, natjecanja u vještini parkour nema, tj. ne može ga biti, odnosno u vještini parkour jednostavno nema smisla niti poante u natjecanjima. 
Sam pojedinac treba biti svjestan svojih mogućnosti, i u skladu tih mogućnosti pravilno i sigurno razvijati svoje tijelo. Onaj tko shvaća parkour i trenira ga, trebao bi poštovati prirodu i svoje tijelo. 
Parkour razvija drukčije razmišljanje pojedinca, otvorenijeg uma i mišljenja, bez posebnih okvira. U parkour-u nema "stila" ili pravila (parkour nema zadanih okvira), svatko tko se kroz okolinu kreće brzo i učinkovito radi parkour.
Čak i ako je to obično trčanje. Parkour je kretanje, stoga i trčanje, ronjenje, plivanje (kao što je i prije rečeno) spada u parkour, jer ako je najbrže i najefikasnije da se pređe preko neke prepreke plivajući, to će se i učiniti. Isto tako, kad se koristi parkour, mnogo se koristi trčanje, a ostalo su skokovi, preskoci, doskoci itd. 
Tako da, ako je najbrže da se samo pretrči nešto, umjesto da se bespotrebno koristi energija (u nekim hitnim situacijama) na neke bespotrebne preskoke, onda će se samo pretrčati nešto. Odnosno, misli se na to da kad bi bili u opasnosti, pokušali bi što brže pobjeći. A najbrži put je (skoro uvijek) ravan put, gdje se puno trči, i ako se na putu naiđe na prepreku, tu se koristi znanje iz vještine parkour.
Znači, ne mora se nešto preskakivati da bi to bio parkour, jer i samo kretanje je parkour. Istodobno se javlja razmišljanje za zdravijim životom, tj. traceuri ne bi nikako trebali pušiti, piti, drogirati se (to većinom uopće niti ne rade), i to uvelike smanjuje napredak samog tijela i uma. Parkour nas uči kontroli, samoučenju i da budemo uporni, te upoznajemo svoje tijelo i jačamo (i psihički i fizički). Uglavnom se javlja nov način razmišljanja, želja za zdravijim životom i napredovanjem. 

## Sébastien Foucan
Nakon što je i Sébastien Foucan otišao iz grupe Yamakasi, Sébastien je počeo sve više koristiti i promovirati svoj način kretanja koji je nazvao "free running" (što je zapravo najsličnije filozofiji L'Art du déplacement –onako kako su grupa Yamakasi (kad je ponovno sastavljena 1998. ,bez David Belle-a i Sébastien Foucan-a) nazvali ono što treniraju. 
Sébastien Foucan (osnivač free running-a) je rekao (i često spominje u svojim intervjuima) da se free running više sastoji od pronalaženja svog, osobnog, slobodnog načina kretanja (vlastiti put kreativnosti), free running je pojam koji on koristi kao njegov način kretanja, te naglašava da ne bi trebali "kopirati" druge i slijediti nečiji tuđi put. 
Njegov moto je : "Follow your way" ("Slijedi svoj put"). 
Taj pojam (free running) je osmišljen od strane Guillaume Pelletier-a koji je dobio zadatak da osmisli naziv za parkour, ali na engleskom jeziku, zbog potrebe dokumentarca "Jump London".

## Jump London
U dokumentarcu "Jump London" je prikazan parkour, no na ekstremnoj razini, tj. parkour, koji se zapravo ne dešava u realnim situacijama (npr. hitne situacije, odnosno, onakvo kretanje po zgradama koje je prikazano u tom dokumentarcu, ne bi uopće koristili u najviše posto slučajeva, kada bi morali učinkovito, nadasve sigurno i brzo stići do nekog mjesta). 
Ono što je prikazano u dokumentarcu, to je bilo "istraživanje", "put" koji su prolazili, tj. istraživali ti traceuri iz Francuske u Engleskoj, tj. oni su htjeli vidjeti kakve su mogućnosti kretanja na nekim poznatim mjestima u Engleskoj, na nekim od poznatih zgrada, kao što su : "Royal Albert Hall", "Shakespeare's Globe Theater", "HMS Belfast", i mnoge druge zgrade. 
U filmu je prikazano kako su se troje mladića (francuski traceuri) kretali na poznatim zgradama (mjestima) u Engleskoj. Njih troje su : Sébastien Foucan, Jérôme Ben Aoues, i Johann Vigroux. Mora se znati da ti traceuri vježbaju skoro cijeli svoj život, te da je ono što su prikazali u filmu veoma opasno, iako su oni znali što rade, jer kao što je spomenuto, vježbaju jako puno i dugo vremena već, te su sigurni u ono što rade.
To je vjerojatno bilo tako prikazano, ekstremno, zbog samog dokumentarca, da bi ljudi koji bi to gledali, vidjeli parkour ili free running kao nešto ekstremno, spektakularno, tj. tako se lakše "prodao" "proizvod". 
I tu je onda nastala jedna velika greška, "udarac", jer su onda ljudi mislili da je to parkour (ili free running). A to je apsolutno pogrešno. Plus, u tom dokumentarcu se ponavlja riječ : free running. To je riječ koja je osmišljena da se lakše "objasni", tj. da se francuska riječ "parkour" približi onima koji poznaju engleski jezik. 
Ono što se kasnije podrazumijevalo (i danas se podrazumijeva) pod riječju "free running", je slobodno, kreativno kretanje kako je to opisao Sébastien Foucan, a to se razlikuje od parkoura. 
Tako je napravljena jedna velika zabuna. U filmu se spominje "free running", kao "prijevod" za riječ "parkour" (naziv parkour su koristili ti francuski traceuri, iako je i Sébastien Foucan par puta koristio riječ "free run"). 
Poanta je u tome da ono što je prikazano u filmu (parkour na ekstremnoj razini, i još je bilo par pokreta koji ne spadaju baš u parkour) ne odgovara značenju pojma (što je kasnije stvoreno) "free running" (slobodno trčanje). 
Jer je kasnije, ta riječ, dobila novo značenje. Odnosno, tu riječ je Sébastien Foucan koristio da bi opisao svoj put, njegov način kretanja, kao njegov vlastiti put, iako je to (free running) kasnije dobilo jedno veće, šire značenje. Odnosno, free running nije ostao samo "vlastiti put Sébastien Foucan-a", nego je free running prerastao u nešto puno veće, kao kretanje s akrobacijama, slobodno trčanje, kretanje.
Znači, u tom filmu je napravljena jedna cijela zbrka, zbog "objašnjenja" parkoura, pomoću engleske riječi "free running" (slobodno trčanje), ali pomoću te riječi nije objašnjen parkour (tj. parkour nije isto što i free running), a to se u filmu pokušalo poistovjetiti. 
I tako je napravljena velika greška. Danas se točno zna što je parkour, a što je free running.
Taj termin, "free running" je toliko komercijaliziran (od strane amerikanaca i engleza) da je u free running "ubačeno" i natjecanje. Jer u parkouru ne može biti natjecanja, pa se krenulo s tim, da ako u parkouru ne može biti natjecanja, neka onda bude u free running-u natjecanja. Što je pogrešno, jer ako je free running (fizički, i u filozofskom smislu) isto što i L'Art du deplacement (a i u L'Art du deplacement ne bi trebalo biti natjecanja), onda ne bi trebalo biti natjecanja niti u free runningu. No, free running je postao natjecateljska vještina (može se čak i okarakterizirati kao sport -dok parkour to apsolutno nije), na kojoj se pokušava zaraditi (što je veoma loše).
Iako, postoje neka natjecanja, gdje se možda spominje parkour, ali takva natjecanja treba zanemariti, jer ne prikazuju parkour. Objašnjeno je zašto ne može biti natjecanja u vještini parkour. Ono što je prikazano na nekim natjecanjima, nije parkour, nego free running, ili tricking.
Danas se uglavnom zna, što je free running, a što parkour. Grupa Yamakasi ima naziv "L'Art du deplacement" ("ADD"). Odnosno, ljudi iz te grupe (grupa koja je sastavljena ponovno, 1998., bez David Belle-a i Sébastien Foucan-a) ono što oni vježbaju, te podučavaju druge, to oni nazivaju "L' Art du deplacement". Oni ne prave nikakvu razliku između "parkoura" ili "free runninga", te sve to nazivaju L' Art du deplacement (Umjetnost kretanja).
Sébastien Foucan ima naziv "free running" (što je fizički isto kao i L'Art du deplacement), a David Belle ima naziv "parkour", što se razlikuje od svega ovog. 
U biti duh (bit discipline) je isti kod svih ovih vještina, a to je da postanemo snažni, da bi bili korisni, da bi pomagali drugima (poštovali druge), da bi se bavili zdravim životom, te da bi mentalno bili jaki. Svi oni zapravo vjeruju u jednu stvar, a to je da treba razumjeti sebe ("slušati" svoje tijelo, pravilno trenirati) i shvatiti ono što želimo činiti. Onda to prenijeti na svoje najbolje sposobnosti. Trenirati naporno, ali sigurno. Ne slijediti slijepo (druge), već pronaći svoj put (razvoja), ali u pravom smjeru. Učenje, kako biti snažno ljudsko biće, da bi mogli pomoći drugima (da bi bili korisni).

## Potrebna oprema za parkour
Jedina potrebna oprema su obična majica, udobna trenirka i par trkaćih tenisica. Ali, može se trenirati i bos, što je veoma preporučljivo, pogotovo u toplijim danima. Nisu potrebne nikakve sprave za vježbanje ili posebna oprema, jer se koristi okolina i tijelo, pronalazi se najučinkovitiji put od "točke A do točke B" (i nazad ako je potrebno). Poželjno se prije parkoura baviti nekim sportom ili vještinom zbog stjecanja snage i potrebne kondicije. Kad vježbamo parkour, rizik se treba dobro procijeniti i vidjeti koji je sigurniji put (tad i efikasniji) prelaska prepreke. Što se više trenira, to više vjerujemo vlastitim procjenama, postajemo sigurniji u sebe i svoje tijelo, vidimo druge puteve, tj. što više treniramo, to nam je okolina sve jasnija, i vidimo kako preći neke prepreke i stići do cilja nekim sigurnijim, efikasnijim, bržim putem, vidimo nove mogućnosti. No to dolazi s treningom i osoba koja je tek počela trenirati, ne vidi iste mogućnosti kretanja kroz okolinu, kao i ona osoba koja duže trenira.

## Trening i treniranje parkoura
U početku, kad tek počinje trening parkoura, na početku tijelo treba ojačati i počinju vježbe za snagu i ojačavanje tijela, što znači da se prvih godinu dana ili dvije vježbaju sklekovi, čučnjevi i ostale vježbe za ojačavanje tijela. Nakon toga se počinje s vježbanjem nekih osnova kao što su kolut (eng. roll), balansiranje, (eng. balance), doskok, (eng. landing) te s raznim laganim preskocima (eng. vault). Nakon ojačanog tijela i naučenih osnova koje se uče od godinu dana do dvije, (zavisi od osobe), nakon toga se počinje s težim pokretima i usavršavanjem svih kretnji. Stalno i pravilno vježbanje vježbi za jačanje tijela i kondiciju bi trebalo biti uvijek prisutno u treningu traceura. Jer, bez jakog tijela, možemo se samo ozlijediti i nanijeti štetu vlastitom tijelu. Isto tako, balansiranje, preskoci, doskoci, kontrolirano kretanje i precizni skok bi se uvijek trebali vježbati, usavršavati, jer su to jedne od jako važnih stvari u parkour-u. Početnicima se ne preporučuje skakanje s većih visina (s visine veće od 1 metra). Zagrijavanje je jako bitan dio treninga. Najviše ozljeda je uzrokovano propuštanjem zagrijavanja. Trčanje i kondicija je jako bitna u parkour-u. U trening parkour-a bi trebao ići i trening snage i kondicije (veoma važno). I istezanje, dobro se istezati na početku treninga, a na kraju treninga je istezanje obavezno, ako želimo poboljšati mogućnosti našeg tijela. Istezanje povećava fleksibilnost i elastičnost mišića. Istezanje se radi prevencijski i rehabilitacijski. U parkour-u je veliki naglasak na učinkovite, efikasne i korisne pokrete. Isto tako, svatko tko vježba parkour trebao bi naći neki svoj put razvoja i sve prilagoditi vlastitom tijelu, tj. nipošto ne bi smjeli "kopirati" druge ili se forsirati, što je nepoželjno. Svi pokreti bi se trebali usavršavati, ponavljati i trebali bi biti ustrajni u treniranju, ako želimo uspjeti u vještini parkour. Trebali bi napredovati po vlastitim mogućnostima, i trebali bi istražiti vlastiti način prelaska prepreka. Preporučuje se i treniranje u različitim sredinama od grada,sela ili šume.

## Pokreti u parkouru
Za neke pokrete ne postoje nazivi na hrvatskom jeziku pa ćemo staviti samo francuske i engleske nazive, ali samo za neke pokrete. Svi pokreti u parkouru moraju biti brzi i efikasni, jer ako nisu efikasni, nisu dio parkoura. 
Neki definirani pokreti u parkouru su :
- Atterrissage (Landing) : doskok, koristi se na skokovima s manjih visina tako da se na zemlju dočekamo i rukama i nogama.

- Équilibre (Balance) : balansiranje

- Équilibre de chat (Cat balance) : "mačje" balansiranje, četveronožni hod po prepreci (po zidiću, ili ogradi npr.), koristi se i kao vježba za jačanje tijela.

- Franchissement (Underbar) : prolazak ispod neke prepreke na način da se zaljuljamo ili skočimo ispod prepreke.

- Lâché (Lache, swing) : način prelaženja prepreke da se zaljuljamo te odbacimo i uhvatimo za drugu prepreku (najčešće se koristi za vježbanje snage, tako da se odbacimo s jedne šipke do druge npr.).

- Passe muraille (Pop vault, wall hop, Wallpass, wallrun) : "obično" penjanje, nogom se odbijemo od zid i uz pomoć ruku i nogu popnemo se na zid (ili nešto drugo, gdje se koristi ovaj pokret).

- Passement (Vault, Pass) : preskok s rukama

- Demitour (Turn vault, Turn Down) : ovaj preskok se koristi kada je iza prepreke neka velika visina (ili nešto nepoznato), na način da prepreku preskočimo s dvije ruke, no u jednom trenutku je potrebno zaokrenuti naš položaj (tj. preokrenuti ruku), te onda preskočimo prepreku.

- Passement (Speed vault) : brzi preskok, način da preko prepreke (većinom se ovaj pokret koristi kod manjih prepreka) pređemo s jednom rukom na što brži mogući način.

- Saut de chat ("SDC", Cat pass/jump, (king) kong vault, monkey vault) : preskok na način da ruke postavimo na zid (ogradu, ili neku drugu prepreku, gdje nam ovaj pokret može koristiti) i da noge "prođu kroz njih" (najsličnije gimnastičkoj "zgrčki").

- Planche (Muscle-up, climb-up) : podizanje ili penjanje.

- Roulade (Roll) : kolut, ali ne isti kolut kao gimnastički, koristi se pri skokovima s većih visina, da bi apsorbirali i što bolje amortizirali pad.

- Saut de bras ("SDB", Arm jump, cat leap, cat grab),

- Saut de fond (Drop) : skok s neke visine, ili doskok na nešto.

Za skok s neke visine (posebno veće) je potrebno imati dovoljno snažne mišiće nogu i leđa, zato što skokovi s većih visina proizvode ogromnu silu, te da bi tijelo dobro podnijelo tu silu, a da se ne ošteti, potrebno je konstantno jačati te mišiće. 
I kod skokova s većih visina se gotovo uvijek koristi roll (odnosno, trebao bi se koristiti, jer on pomaže da se ta sila, ta energija prenese na cijelo tijelo, a ne na samo jedan dio, i tako je taj skok ublažen).
- Saut de détente (Gap jump, running jump),

- Saut de précision (Precision jump) : precizni skok,

- Saut de mur (Wall Jump, Tic-Tac ili Tac Vault).

## Što nije parkour?
Ne smije se miješati parkour i free running. Free running je vještina (koju je razvio Sébastien Foucan) u kojoj se pojavljuju neki elementi iz parkoura, no tim elementima se dodaju i razne akrobacije i trikovi. Poanta u parkouru je da svi pokreti moraju biti efikasni i biti korisni, recimo u hitnim situacijama. Svaki pokret koji narušava efikasnost, korisnost, sigurnost i brzinu kretanja nije dio parkoura. Akrobacije, okretaji u zraku, trikovi nisu korisni i efikasni te se troši puno energije izvodeći ih. Parkour nikako nije "ekstremni sport" ili "ekstremna vještina". 
Možda je malo neobična vještina ali parkour je opasan samo onoliko koliko smo mi opasni po sami sebe. U svemu postoji element rizika, čak i u običnom šetanju ulicom, no parkour uvijek treba biti u granicama "normale" i sigurnog. Cilj nikako nije što više ili što dalje (npr. skočiti) već usavršiti sebe na fizičkom i mentalnom planu. Kao što je i prije rečeno, ako nije sigurno, nije učinkovito, a samim time nije parkour.

## Parkour u Hrvatskoj
Prvo Prvenstvo Hrvatske u parkouru održano je u listopadu 2024. u Nedelišću. Održalo se u dvjema disciplinama, Freestyleu i Speedu.

## Vanjske poveznice
- parkour.hr  Arhivirana inačica izvorne stranice od 10. travnja 2010. (Wayback Machine)